# گمینا اویازد (استان ووتسکی)
گمینا اویازد (استان ووتسکی) (به لهستانی:  Gmina Ujazd) یک گمینا در لهستان است که در شهرستان توماشوف مازوویتسکی واقع شده‌است. گمینا اویازد ۹۶٫۹۶ کیلومتر مربع مساحت و ۷٬۷۴۷ نفر جمعیت دارد.